# Natallja Arsennewa

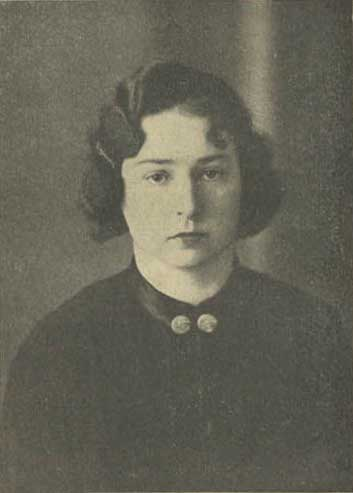
Natallja Arsennewa (1936)

Natallja Aljaksejeuna Arsennewa (belarussisch Наталля Аляксееўна Арсеннева, * 20. September 1903 in Baku; † 25. Juli 1997 in Rochester) war eine belarussische Lyrikerin, Dramatikerin, Librettistin und Übersetzerin.

## Biografie

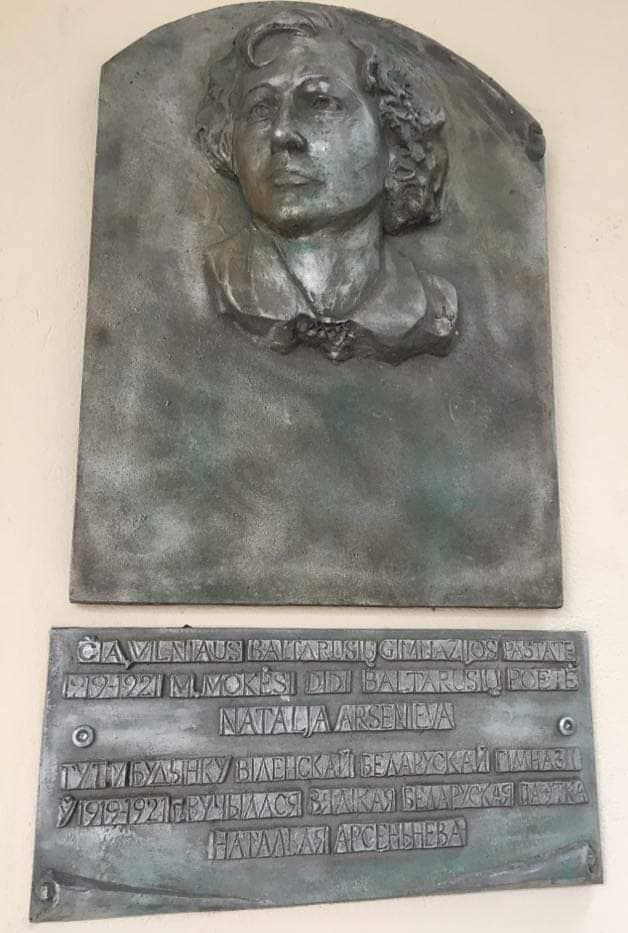
Gedenktafel am Eingang des Belarussischen Gymnasiums in Vilnius

Natallja Arsennewa wurde in einer Familie eines ethnisch russischen Beamten des Russischen Reichs geboren. Sie verbrachte ihre Kindheit und Jugend in Vilnius. 1920 machte sie ihr literarisches Debüt mit dem Gedicht Nascha Dumka (Unser Gedanke), das in einer Vilniuser Zeitung veröffentlicht wurde. 1921 schloss sie in Vilnius ein belarussisches Gymnasium ab und absolvierte eine Lehramtsausbildung. Sie trat am Gymnasium einem Kreis Intellektueller bei, die die Idee der belarussischen nationalen Wiederbelebung förderten. Von 1921 bis 1922 studierte sie an der Kunstabteilung der Stefan-Batory-Universität. 1922 heiratete sie Franzischak Kuschal, einen Offizier der polnischen Armee. Arsennewas erste Gedichtsammlung mit dem Titel Pod sinim nebam (Unter dem blauen Himmel) wurde 1927 in Vilnius veröffentlicht.
Bis September 1939 lebte sie in Slonim und Chełmno. Nachdem die UdSSR Westbelarus übernommen hatte wurde Arsennewa, als Ehefrau eines polnischen Offiziers, verhaftet und 1940 nach Kasachstan deportiert. Sie wurde durch die Fürsprache anderer belarussischer Schriftsteller wie Janka Kupala aus dem Exil entlassen und zog im Mai 1941 nach Minsk. Während der deutschen Besatzung war sie Redaktionsmitglied der pronazistischen Zeitung Belaruskaja haseta. 1944 wurde ihre zweite Gedichtsammlung Siahodina (Heute) in Minsk veröffentlicht. Sie schrieb Liebesgedichte und lyrische Poesie, die von der belarussischen Natur inspiriert waren und Werke, die sich auf wichtige Personen der belarussischen Geschichte bezogen. Außerdem schrieb sie patriotische Gedichte, für die Musik komponiert wurde.
1944 wurde sie zusammen mit ihrem Mann, dem Kommandeur der Weißruthenischen Heimwehr, nach Deutschland evakuiert. Sie beteiligte sich aktiv an kulturellen und pädagogischen Aktivitäten in DP-Lagern und unterrichtete am Belarussischen Gymnasium. Später erklärte sie ihre Zusammenarbeit mit den Nazibehörden folgendermaßen: „Die Menschen, die umsonst unter der Sowjetmacht gelitten hatten, und dies waren gar nicht so wenige, begegneten den Deutschen mit Hoffnung, als Befreier. Niemand dachte, dass die Deutschen solche Unmenschen seien.“
1950 zog Arsennewa in die USA, wo sie in den Redaktionen der Emigrantenzeitschrift Biełarus und der belarussischen Version von Radio Liberty sowie im Belarussischen Institut für Literatur und Kunst in New York arbeitete. Sie schrieb das Bühnenwerk Swaty (Heiratsvermittler, 1955) und Librettos für die Opern des Komponisten Mikalaj Kulikowitsch. Außerdem übersetzte sie Librettos von Opern von Wolfgang Amadeus Mozart, Georges Bizet, Johann Strauss und Pjotr Tschaikowski ins Belarussische. 1979 wurde eine Anthologie ihrer Emigrantenschriften namens Misch berahami (Zwischen den Ufern) in den USA veröffentlicht. Ihre wiederkehrenden Motive waren Freiheit und Nostalgie für Belarus.

## Nachwirkung
2003 kreierte der Bildhauer Anatolj Krywenki ein bronzenes Hochreliefdenkmal für Arsennewa, das am 27. Dezember dieses Jahres an einem Felsblock auf dem Gelände des Kunstmuseums in Staryja Darohi in der Minskaja Woblasz befestigt wurde.